# Wilhelm Hafenscher
Wilhelm Hafenscher, noto anche con lo pseudonimo di Willi Hafenscher (Vösendorf, 1929 – Biedermannsdorf, 2 giugno 1952), è stato un sollevatore austriaco medagliato europeo, che gareggiò nella categoria dei pesi massimi.

## Carriera
Militò nell'AKH Vösendorf, vincendo i campionati austriaci juniores nel 1948 e, da senior, i campionati austriaci del 1951 davanti a Franz Hölbl, qualificandosi per i campionati mondiali ed europei di Milano del 1951, dove ottenne il sesto posto mondiale e il terzo posto europeo, vincendo la medaglia di bronzo.
Selezionato per la partecipazione ai Giochi olimpici di Helsinki del 1952, un mese e mezzo prima dell'inizio della manifestazione olimpica, mentre viaggiava in motocicletta sulla strada statale che da Laxenburg porta a Biedermannsdorf, urtò una barriera ferroviaria abbassatasi improvvisamente. Sbalzato violentemente dal mezzo, Hafenscher cadde in un vicino parcheggio, riportando gravi ferite. Portato all'ospedale di Biedermannsdorf, morì poco dopo il ricovero il 2 giugno 1952 all'età di 23 anni. Ai suoi funerali, svoltisi il 7 giugno 1952, parteciparono migliaia di persone. È sepolto nel cimitero di Vösendorf.